# Calandahütte
Die Calandahütte ⓘ ist eine Berghütte der Sektion Rätia des Schweizer Alpen-Clubs, im Kanton Graubünden in der Schweiz. Die Hütte liegt auf 2073 m ü. M. auf der Südostflanke des Haldensteiner Calanda.
Sie bietet in der Sommersaison 29 Schlafplätze, aufgeteilt in drei Zimmer. Die Betten sind mit Duvets ausgestattet, ein Hüttenschlafsack ist jedoch obligatorisch. Die Hütte verfügt über fliessendes Trinkwasser. Toiletten mit Wasserspülung und Waschgelegenheiten gibt es im Haus. Die Hütte ist im Juni an den Wochenenden, von Juli bis Ende August durchgehend und bis ca. Mitte Oktober am Wochenende bewartet. In der übrigen Zeit steht kein Winterraum zur Verfügung. Eine Reservation ist erforderlich.

## Geschichte
Die Calandahütte wurde im Sommer 1891 von der Sektion Rätia des Schweizer Alpen-Clubs erbaut, allerdings noch nicht an der Stelle, wo sie heute steht. Da die Hütte gut besucht wurde, wurde sie Ende des 19. Jahrhunderts durch einen Anbau von 14–16 auf 40 Schlafplätze erweitert. 1914 wurde die Hütte von einer Staublawine zerstört und 1917 an ihrem jetzigen Standort wieder neu erstellt. Die Hütte wurde 1967 renoviert und durch einen Winterraum erweitert. 2005 wurde sie erneut komplett renoviert und modernisiert. Im Sommer 2017 feierte die Hütte ihren 100. Geburtstag.
Den Namen hat die Hütte vom Gebirgsstock Calanda, auf dem sie steht. Er leitet sich vom lateinischen Wort calare her, das herablassen bedeutet. Calanda ist also „der Herablassende“, was auf die zahlreichen Rüfen und Rutschungen bis auf die Talsohle des Rheintals hinunter schon in früheren Zeiten hinweist. 

## Zustiege

### Von Haldenstein
- Ausgangspunkt: Haldenstein (566 m)
- Route 1: Arella, Funtanolja, Haldensteiner Alp
- Route 2: Über Berg, Alpboden Neusäss, Haldensteiner Alp
- Route 3: Über Batänja, Alpboden Neusäss, Haldensteiner Alp (+¼ Stunde)
- Schwierigkeit: B
- Zeitaufwand: 4 Stunden
- Winterroute: Wie Route 1
- Per Bike: Wie Route 1: 3 Stunden

### Von Untervaz
- Ausgangspunkt: Untervaz (564 m) oder Vazer Alp (1751 m)
- Schwierigkeit: B
- Zeitaufwand: 4½ Stunden von Untervaz oder 1¼ Stunden von Vazer Alp
- Bemerkung: Bis Vazer Alp führt eine gebührenpflichtige Alpstrasse. Die Fahrbewilligung kann auf der Gemeinde Untervaz, in jedem Untervazer Restaurant oder per Mobiltelefon[1] bezogen werden.

### Von Felsberg
- Ausgangspunkt: Felsberg (572 m)
- Route: Neugüeter, Älplihütte, Rossboden
- Schwierigkeit: B
- Zeitaufwand: 4½ Stunden

### Über den Kunkelspass
- Ausgangspunkt: Kunkelspass (1357 m), Tamins (662 m) oder Vättis (940 m)
- Route: Taminser Älpli, Älplihütte, Rossboden
- Schwierigkeit: EB
- Zeitaufwand: 3¼ Stunden vom Kunkelspass, 5¼ Stunden von Tamins oder 4¾ Stunden von Vättis

### Von St. Margrethenberg
- Ausgangspunkt: St. Margrethenberg (1335 m)
- Route: Marola, Mastrilser Alp, Vazer Alp
- Schwierigkeit: B
- Zeitaufwand: 4½ Stunden

### Von Vättis über Salaz
- Ausgangspunkt: Vättis (940 m)
- Route: Chrummlauizug, Alter Stofel, Guaggis, Salaz (1836 m), Mastrilser Alp, Vazer Alp
- Schwierigkeit: EB
- Zeitaufwand: 7 Stunden

### Von Vättis über das Tüfels Chilchli
- Ausgangspunkt: Vättis (940 m)
- Route: via Tüfels Chilchli (2460 m)
- Schwierigkeit: L
- Zeitaufwand: 4½ Stunden

## Benachbarte Hütten

### Ringelspitzhütte
- Ziel: Ringelspitzhütte (1998 m)
- Route: Rossboden, Älplihütte, Taminser Älpli, Kunkelspass (1357 m)
- Schwierigkeit: EB
- Zeitaufwand: 4¾ Stunden

### Sardonahütte
- Ziel: Sardonahütte (2158 m)
- Route 1: Vazer Alp, Mastrilser Alp, Salez, Guaggis, Alter Stoffel, Chrummlauizug, Vättis (940 m), Gigerwaldsee, St. Martin, Sardonahütte, Sardonahütte SAC
- Route 2: Tüfels Chilchli (2460 m), Vättis (940 m), Gigerwaldsee, St. Martin, Sardonahütte, Sardonahütte SAC
- Schwierigkeit Route 1: EB
- Schwierigkeit Route 2: L
- Zeitaufwand Route 1: 12 Stunden
- Zeitaufwand Route 2: 10 Stunden

### Schräawislihütte
- Ziel: Schräawislihütte  (1732 m)
- Route 1: Vazer Alp, Mastrilser Alp, Salez, Guaggis, Alter Stoffel, Chrummlauizug, Vättis (940 m), Gigerwaldsee, St. Martin, Tüfwald
- Route 2: Tüfels Chilchli (2460 m), Vättis (940 m), Gigerwaldsee, St. Martin, Tüfwald
- Schwierigkeit Route 1: EB
- Schwierigkeit Route 2: L
- Zeitaufwand Route 1: 9¾ Stunden
- Zeitaufwand Route 2: 7¾ Stunden

## Touren

### Besteigung Haldensteiner Calanda
- Ziel: Haldensteiner Calanda (2805 m)
- Als Wanderweg weiss-rot-weiss markiert
- Schwierigkeit: B
- Zeitaufwand: 2 Stunden
- Bemerkung: Auch Winterroute

### Besteigung Felsberger Calanda
- Ziel: Felsberger Calanda (2697 m)
- Schwierigkeit: L
- Zeitaufwand: 2½–3 Stunden

### Calandaumrundung
- Ziel: Calandamassiv einmal umrunden
- Route: Vazer Alp, Mastrilser Alp, Salez, Guaggis, Alter Stoffel, Chrummlauizug, Vättis (940 m), Kunkelspass, Taminser Älpli, Älplihütte, Rossboden (oder umgekehrt)
- Als Wanderweg weiss-rot-weiss markiert
- Schwierigkeit: EB
- Zeitaufwand: 12 Stunden

### Calandaüberschreitung 1
- Route: Vazer Alp, Berger Calanda, Rossfallenspitz, Haldensteiner Calanda, Calandahütte
- Schwierigkeit: ZS-
- Zeitaufwand: 5¼ Stunden

### Calandaüberschreitung 2
- Route: Felsberger Calanda, Taminser Calanda, Taminser Älpli, Kunkelspass
- Schwierigkeit: L
- Zeitaufwand: 5¼ Stunden

## Galerie

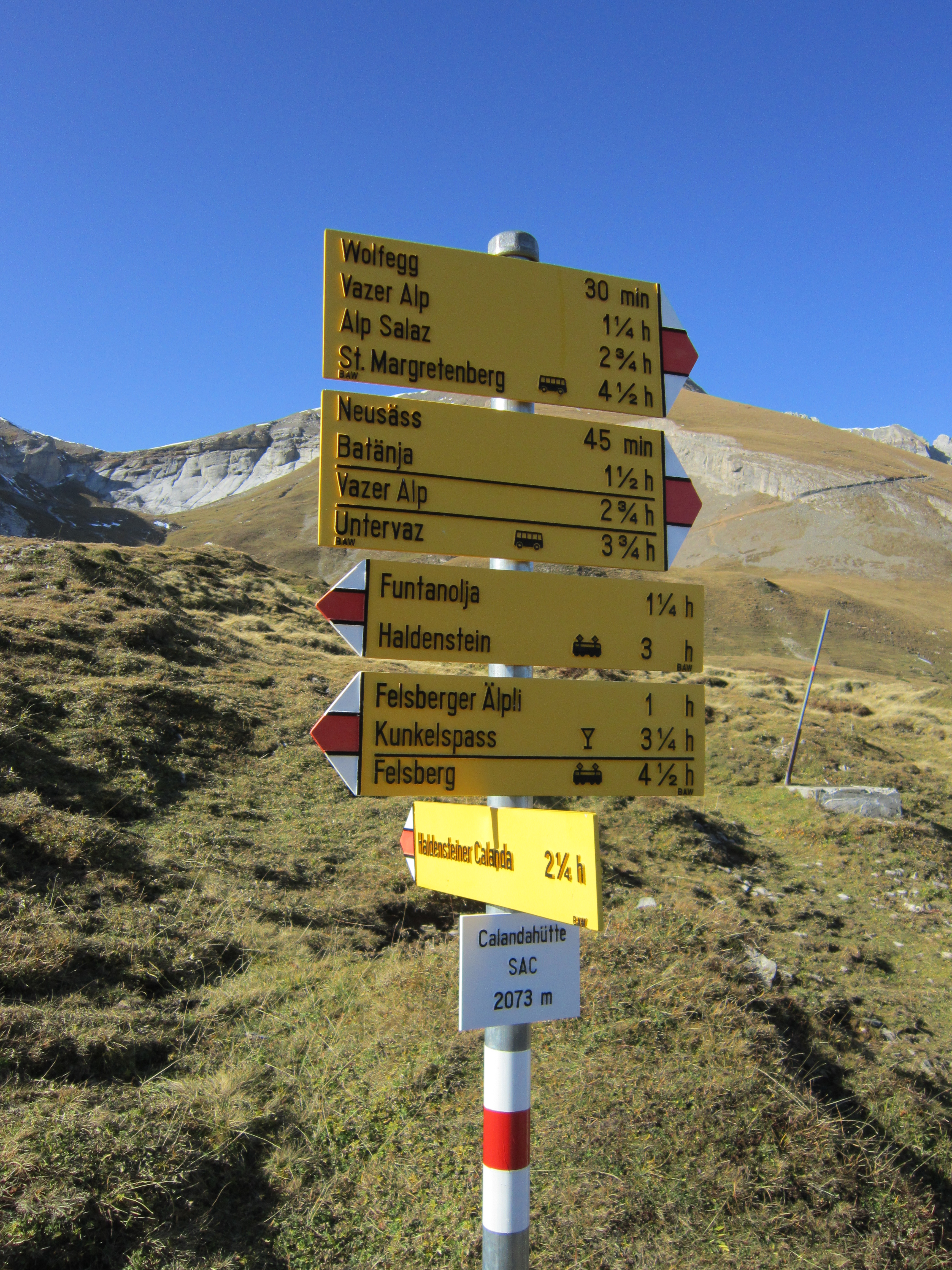
Wegweiser bei der Calandahütte
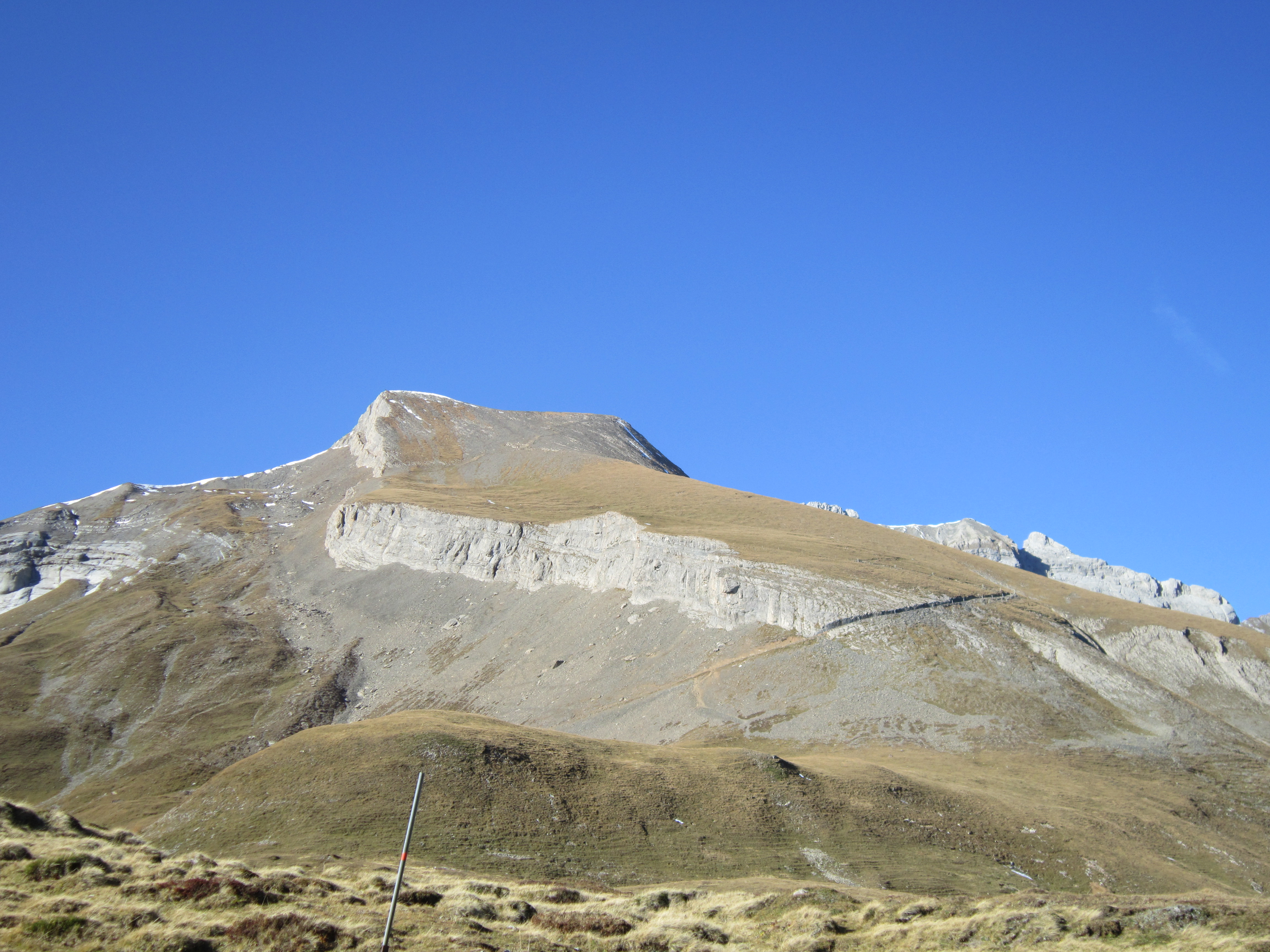
Haldensteiner Calanda, aufgenommen von der  Calandahütte
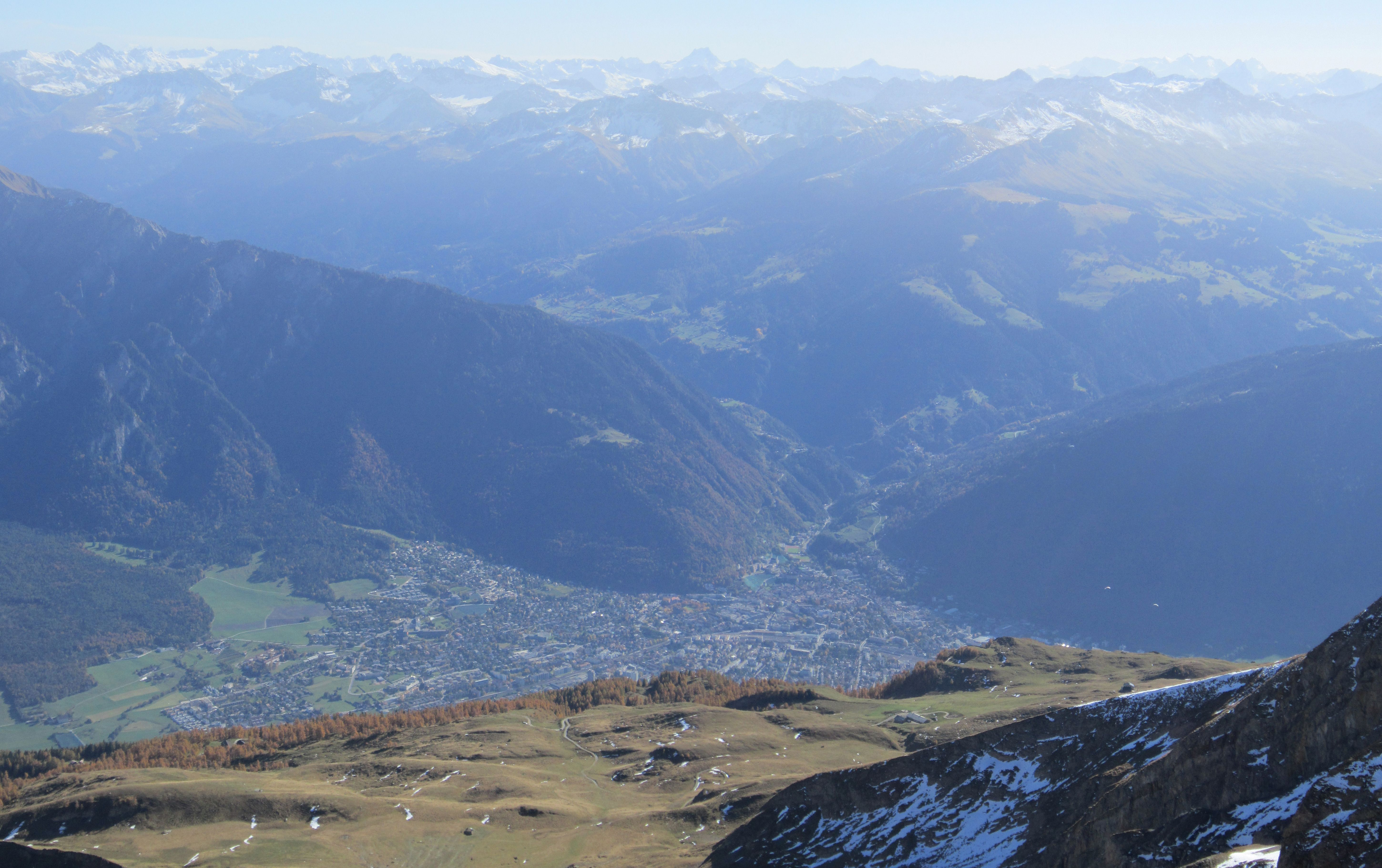
Sicht vom Haldensteiner Calanda Richtung Chur. Die Calandahütte ist unten rechts, knapp über dem Grat noch sichtbar